# Ванђел Димитријевић Скопљанче
Ванђел Димитријевић Скопљанче (1875, Скопље — 1915) је био српски четнички војвода у Старој Србији из времена борби за Македонију почетком 20. века.

## Биографија
Рођен је у Скопљу 1875. године. Био је комита ВМРО-а пре 1903 и учествовао је у Илинданском устанку. По оснивању српске четничке организације 1903. прилази јој као војвода и организује чету. Четује у кумановском и прешевском крају 1903-1905. Након 1905. бива повучен с терена и одузето му је војводско достојанство због претеране строгости. У Првом балканском рату је дективиран у четничке одреде и учествово у свим борбама одреда Војводе Вука 1912. и Добровољачком одреду у Другом балканском рату 1913. У Првом светском рату борио се у четничким одредима од 1914. Погинуо је код Битоља 1915. приликом одбране одступања српске војске.